# Журжинецька сільська рада
Журжине́цька сільська́ ра́да — адміністративно-територіальна одиниця та орган місцевого самоврядування в Лисянському районі Черкаської області. Адміністративний центр — село Журжинці.

## Загальні відомості
- Населення ради: 1 135 осіб (станом на 2001 рік)

## Населені пункти
Сільській раді були підпорядковані населені пункти:
- с. Журжинці
- с. Петрівська Гута

## Склад ради
Рада складалася з 16 депутатів та голови.
- Голова ради: Ганич Ніна Леонідівна
- Секретар ради: Підкуйко Катерина Петрівна

### Керівний склад попередніх скликань
| Прізвище, ім'я, по батькові | Основні відомості                                                                       | Дата обрання | Дата звільнення |
| --------------------------- | --------------------------------------------------------------------------------------- | ------------ | --------------- |
| Усатюк Микола Петрович      | Сільський голова, 1953 року народження, безпартійний                                    | 26.03.2006   | 31.10.2010      |
| Ганич Ніна Леонідівна       | Сільський голова, 1971 року народження, освіта середня спеціальна, член Партії регіонів | 31.10.2010   |                 |

Примітка: таблиця складена за даними сайту Верховної Ради України

### Депутати
За результатами місцевих виборів 2010 року депутатами ради стали:

#### За суб'єктами висування
| Суб'єкт висування                                       | Кількість обраних депутатів | %    |
| ------------------------------------------------------- | --------------------------- | ---- |
| Самовисування                                           | 8                           | 50   |
| Партія регіонів                                         | 6                           | 37,5 |
| Народна партія                                          | 1                           | 6,3  |
| Соціально-екологічна партія «Союз. Чорнобиль. Україна.» | 1                           | 6,3  |

#### За округами
| № округу                                                | Прізвище, ім'я, по батькові       | Дата визнання обраним | Освіта             | Партійна приналежність                                        | Відомості про обраного депутата                             |
| ------------------------------------------------------- | --------------------------------- | --------------------- | ------------------ | ------------------------------------------------------------- | ----------------------------------------------------------- |
| Народна Партія                                          |                                   |                       |                    |                                                               |                                                             |
| 4                                                       | Слободенко Валентин Петрович      | 05.11.2010            | середня спеціальна | член Народної партії                                          | Механізатор СТОВ ф Злагода, менанізотор                     |
| Партія регіонів                                         |                                   |                       |                    |                                                               |                                                             |
| 1                                                       | Зорич Лариса Миколївна            | 05.11.2010            | середня спеціальна | член Партії регіонів                                          | фельдшерсько-акушерський пункт П.Гута, патронажна медсестра |
| 3                                                       | Терещенко Галина Іванівна         | 05.11.2010            | середня            | член Партії регіонів                                          | фельдшерсько-акушерський пункт с П-Гута, завідувачка        |
| 5                                                       | Теплюк Олександр Володимирович    | 05.11.2010            | середня            | член Партії регіонів                                          | тимчасово не працює                                         |
| 7                                                       | Басюра Василь Миколайович         | 05.11.2010            | середня            | член Партії регіонів                                          | пенсіонер                                                   |
| 8                                                       | Пилипенко Надія Григорівна        | 05.11.2010            | середня спеціальна | член Партії регіонів                                          | фельдшерсько-акушерський пункт с. Жужинці, фельдшер         |
| 12                                                      | Погоріла Наталія Володимирівна    | 05.11.2010            | середня спеціальна | член Партії регіонів                                          | СТОВ «Злагода», кухар                                       |
| Соціально-екологічна партія «Союз. Чорнобиль. Україна.» |                                   |                       |                    |                                                               |                                                             |
| 11                                                      | Кравець Катерина Миколаївна       | 05.11.2010            | середня спеціальна | член Соціально-екологічної партії «Союз. Чорнобиль. Україна.» |                                                             |
| Самовисування                                           |                                   |                       |                    |                                                               |                                                             |
| 2                                                       | Смола Валерій Володимирович       | 05.11.2010            | середня            | позапартійний                                                 | приватний підприємець                                       |
| 6                                                       | Хільський Вадим Віталійович       | 05.11.2010            | середня спеціальна | позапартійний                                                 | Дашуківські Бентоніти, охорона                              |
| 9                                                       | Гордієнко Валентина Олександрівна | 05.11.2010            | середня спеціальна | позапартійна                                                  | пенсіонер                                                   |
| 10                                                      | Маловічко Володимир Миколайович   | 05.11.2010            | вища               | позапартійний                                                 | Лисянський відділ земельних ресурсів, начальник             |
| 13                                                      | Товкач Володимир Іванович         | 05.11.2010            | середня спеціальна | позапартійний                                                 | пенсіонер                                                   |
| 14                                                      | Підкуйко Катерина Петрівна        | 05.11.2010            | вища               | позапартійна                                                  | Журжинецька сільська рада, секретар                         |
| 15                                                      | Юрченко Оксана Миколаївна         | 05.11.2010            | середня            | позапартійна                                                  | фельдшерсько-акушерський пункт с. П.Гута, санітарка         |
| 16                                                      | Кравець Тетяна Іванівна           | 19.05.2013            | середня спеціальна | член Народної партії                                          | пенсіонерка                                                 |

## Населення
Згідно з переписом УРСР 1989 року чисельність наявного населення сільської ради становила 1312 осіб, з яких 568 чоловіків та 744 жінки.
За переписом населення України 2001 року в сільській раді мешкали 1133 особи.

### Мова
Розподіл населення за рідною мовою за даними перепису 2001 року:
| Мова       | Відсоток |
| ---------- | -------- |
| українська | 98,15 %  |
| російська  | 1,50 %   |
| білоруська | 0,18 %   |
| молдовська | 0,09 %   |